# America First
America First (pol. Ameryka pierwsza) – amerykańska izolacjonistyczna i nacjonalistyczna doktryna polityczna spopularyzowana przez Donalda Trumpa, oficjalna doktryna polityki zagranicznej Stanów Zjednoczonych za jego prezydentury (w latach 2017–2021).

## Historia

### Pochodzenie nazwy doktryny
Hasło „America First” było używane przez polityków Partii Republikańskiej już w latach 80. XIX wieku. Podczas wyborów prezydenckich w 1916 roku Woodrow Wilson, członek Partii Demokratycznej, uczynił hasło „America First” jednym ze sloganów swojej kampanii, podkreślając swoją opozycję wobec przyłączenia się Stanów Zjednoczonych do trwającej wówczas I wojny światowej. Sloganem tym posługiwał się również następca Wilsona na stanowisku prezydenta, Warren Harding. W trakcie II wojny światowej (w latach 1940–1941) doktrynę America First popierała grupa nacisku America First Committee, a także nazistowska organizacja German-American Bund. „America First” była sloganem kampanii wyborczej paleokonserwatysty i kandydata Partii Reform Patricka Buchanana w wyborach prezydenckich w 2000 roku, a także w prawyborach prezydenckich Partii Republikańskiej w 1992 roku.

### Prezydentura Donalda Trumpa i Joego Bidena
Po raz pierwszy hasło „America First” zostało użyte przez Trumpa w listopadzie 2015 roku w artykule jego autorstwa, opublikowanym na stronie internetowej The Wall Street Journal. W lipcu 2015 roku na oficjalnej stronie internetowej kampanii prezydenckiej Donalda Trumpa kandydat ten został opisany jako „antyglobalistyczny konserwatysta, nacjonalista, który stara się postawić Amerykę na pierwszym miejscu”. Budżet na rok 2018 administracja Donalda Trumpa zatytułowała „America First”.
Po zwycięstwie w wyborach prezydenckich w 2020 roku Joe Biden uznał, że sojusze międzynarodowe są najważniejszym kierunkiem polityki zagranicznej Stanów Zjednoczonych, odchodząc tym samym od izolacjonistycznej doktryny „America First”.